# Clorotetraciclina
La clorotetraciclina (o aureomicina) è un antibiotico tetraciclinico, ad azione batteriostatica, e fu la prima tetraciclina ad essere scoperta. In Italia è venduta dalla società farmaceutica Wyeth Lederle con il nome commerciale di Aureomicina nella forma farmacologica di unguento al 3% di concentrazione di principio attivo. Esistono anche preparazioni per uso oftalmico contenenti l'1% di antibiotico.

## Chimica
Clortetraciclina si presenta come una polvere giallastra, priva di odore, scarsamente solubile in acqua e in alcoli, praticamente insolubile nell'acetone, nel cloroformio e nel diossano. Il composto si scioglie invece con facilità in soluzioni di idrossidi alcalini e carbonati.

## Storia
Clortetraciclina fu scoperta nel 1945 dal dottor Benjamin Duggar. Duggar stava focalizzato le sue ricerche sui microrganismi presenti nel suolo. Dopo aver testato più di 3.500 ceppi di batteri e funghi del suolo, nel 1945 testò un campione di un campo agricolo sperimentale (Sanborn Field), all'Università del Missouri. 
Il nome commerciale deriva dal batterio che la produce, lo Streptomyces aureofaciens (appartenente al phylum degli Actinobacteria).

## Farmacodinamica
Clortetraciclina, così come le altre molecole della medesima classe, agisce bloccando il trasporto degli aminoacidi dall'amminoacil-tRNA ai ribosomi impedendo il legame con la subunità 30S. Viene così impedita la formazione della catena peptidica e pertanto la stessa sintesi delle proteine.
Lo spettro d'azione comprende germi Gram-positivi e Gram-negativi ed è sostanzialmente sovrapponibile a quello delle altre tetracicline, in particolare della tetraciclina cloridrato, anche se clortetraciclina sembra essere un poco meno attiva rispetto a molti batteri gram negativi.
Tra i germi sensibili troviamo le Rickettsiae, i cocchi, gli actinomiceti, i micobatteri e diversi protozoi, tra cui in particolare le spirochete, l'entamebe ed i tricomonadi.
Negli anni si è verificata la comparsa di numerosi ceppi batterici resistenti all'antibiotico.

### Resistenza
La comparsa di resistenza alle tetracicline può essere mediata da diversi meccanismi comprendenti una alterazione del sito bersaglio delle tetracicline, un'inattivazione da produzione di enzimi inattivanti, una ridotta permeabilità batterica alla tetraciclina, oppure un aumentato efflusso attivo che induce l'uscita della tetraciclina dalla cellula mediante pompe attive.
In molti casi si verifica una combinazione di questi meccanismi.

## Tossicologia
La DL50 nel topo e nel ratto per via endovenosa è risultata rispettivamente pari a 130 mg/kg peso corporeo e 118 mg/kg. Per via orale i valori riscontrati sono stati rispettivamente 1500 mg/kg peso corporeo e superiori a 3000 mg/kg.

## Usi clinici
La clorotetraciclina viene utilizzata nell'uomo per il trattamento delle piodermiti e di altre infezioni cutanee superficiali sostenute da batteri piogeni (streptococchi, stafilococchi e pneumococchi).
In ambito veterinario è utilizzata in molte specie per il trattamento delle infezioni del tratto respiratorio, urogenitale e gastrointestinale e per la cura della congiuntivite nei gatti.

## Effetti collaterali ed indesiderati
In corso di trattamento in un numero limitato di soggetti possono comparire fenomeni di sensibilizzazione, rash cutaneo, prurito, irritazione e senso di bruciore.

## Controindicazioni
La molecola è controindicata nei soggetti che presentano ipersensibilità nota al principio attivo oppure ad uno qualsiasi degli eccipienti utilizzati nella formulazione farmacologica.

## Gravidanza e allattamento
Il profilo di sicurezza di clortetraciclina nelle donne in stato di gravidanza non è stato completamente chiarito.
Il composto può essere somministrato in questa categoria di persone solo nei casi di effettiva necessità.